# Himerta albifrons
Himerta albifrons är en stekelart som först beskrevs av Tohru Uchida 1930.  Himerta albifrons ingår i släktet Himerta och familjen brokparasitsteklar. Inga underarter finns listade i Catalogue of Life.